# Klangfiguren (vals)
Klangfiguren, op. 251, är en vals av Johann Strauss den yngre. Den spelades första gången den 4 februari 1861 i Sofiensäle i Wien. 

## Historia
1787 upptäckte den tyske fysikern och musikern Ernst Chladni att man kunde göra vibrationsmönster synliga. Han monterade en tunn metallskiva på en violin, strödde ut sand på skivan och såg att sanden bildade de mest fantastiska mönster när han spelade på violinen, så kallade Chladnis klangfigurer. Valsen Klangfiguren beställdes av teknikstudenterna vid Wiens universitet och framfördes första gången vid deras karnevalsbal den 4 februari 1861. 

## Om valsen
Speltiden är ca 7 minuter och 56 sekunder plus minus några sekunder beroende på dirigentens musikaliska tolkning.

## Weblänkar
- Klangfiguren i Naxos-utgåvan.